# نيلسون ستايسي
نيلسون ستايسي (بالإنجليزية: Nelson Stacy)‏ هو سائق سباق أمريكي، ولد في 28 ديسمبر 1921 في فليمينغسبورغ في الولايات المتحدة، وتوفي في 14 مايو 1986 في دايتونا بيتش في الولايات المتحدة.

## وصلات خارجية
- نيلسون ستايسي على موقع Racing-Reference.info (الإنجليزية)
- نيلسون ستايسي على موقع DriverDB.com (الإنجليزية)